# Zhang Ping
Zhang Ping (chinês tradicional: 張 萍; Tianjin, 23 de março de 1982) é uma jogadora de voleibol chinesa, campeã olímpica nos Jogos de Atenas.
Em sua única aparição olímpica, Zhang integrou a seleção chinesa que venceu as Olimpíadas de 2004 onde participou dos oito jogos. Na final contra a Rússia, vencida por 3 sets a 2, marcou 25 pontos, finalizando como a maior pontuadora com 91 pontos em 182 tentativas (40,6% de aproveitamento) durante todo o torneio olímpico.